# Pieve di Abbiategrasso
La pieve di Santa Maria Nuova di Abbiategrasso (in latino Plebis Sanctae Mariae Novae Abbiatensis) era il nome di un'antica pieve dell'arcidiocesi di Milano con capoluogo Abbiategrasso. Oggi il suo territorio ricade sotto il decanato di Abbiategrasso e comprende 5 parrocchie.
Il santo patrono è la Madonna, alla quale è dedicata la chiesa prepositurale di Abbiategrasso.
In quanto compartimentazione creata in epoca post-tridentina, non fu esplicitamente riconosciuta agli effetti civili, per i quali il territorio rimase incluso nella pieve di Corbetta. Il particolare status della città, tuttavia, era comunque fonte di speciali privilegi amministrativi, quale il più importante era la nomina da parte del Consiglio Ordinario, cioè il consiglio comunale dell'epoca, di un proprio specifico rappresentante, detto Anziano, presso la Congregazione del Ducato, cioè il consiglio provinciale dell'epoca, e ciò indipendentemente dal seggio assegnato in generale alla pieve di Corbetta.

## Storia
La storia della pieve di Santa Maria Nuova di Abbiategrasso ebbe inizio il 2 aprile 1578 quando l'arcivescovo milanese Carlo Borromeo sottrasse una parte del territorio all'antica pieve di San Vittore di Corbetta.
Data l'epoca, alcuni studiosi hanno avanzato l'ipotesi che più correttamente essa avrebbe potuto trattarsi di un vicariato, se non fosse stato per il fatto che lo stesso cardinale Borromeo eresse a sede collegiata e plebana la chiesa parrocchiale del borgo, anche in virtù della ricca storia che accompagnava Abbiategrasso nei secoli.
Abbiategrasso, divenne poco dopo sede anche di un vicariato che secondo le legislazioni del concilio di Trento andò praticamente a sostituire le funzioni della pieve. Alla pieve appartenevano le due chiese parrocchiali del borgo di Abbiategrasso e quella di Castelletto Mendosio. Solo nel 1888 la parrocchia di San Siro di Ozzero, già appartenente al vicariato foraneo di Rosate, venne assegnata alla pieve di Santa Maria Nuova Abbiategrasso. A questo cambiamento si affiancò il 21 giugno 1923 l'annessione della parrocchia di Morimondo, già appartenente al vicariato foraneo e pieve di Casorate Primo.
La struttura plebana riuscì a sussistere sino ai decreti del 1972 con i quali il cardinale Giovanni Colombo, arcivescovo milanese, soppresse le antiche pievi lombarde a favore dei decanati attuali. Abbiategrasso è oggi sede di uno di questi decanati. Le 5 parrocchie coprono un'area di 84,05 km² con una popolazione di 29.144 abitanti nel 1972.

## Parrocchie della pieve
L'elenco comprende le chiese e parrocchie facenti parte della pieve ecclesiastica dalla loro inclusione nella pieve sino al 1972.
| Chiesa/e                                                                                       | Luogo                                 | Ingresso nella pieve |
| ---------------------------------------------------------------------------------------------- | ------------------------------------- | -------------------- |
| Chiesa prepositurale di Santa Maria Nuova, chiesetta di Sant'Eusebio, chiesetta di San Martino | Abbiategrasso                         | 2 aprile 1578        |
| Chiesa parrocchiale di San Pietro                                                              | Abbiategrasso                         | 2 aprile 1578        |
| Chiesa parrocchiale di Sant'Antonio abate                                                      | Castelletto Mendosio di Abbiategrasso | 1º gennaio 1609      |
| Chiesa parrocchiale di San Siro                                                                | Ozzero                                | 1º gennaio 1888      |
| Chiesa abbaziale di Santa Maria Nascente                                                       | Morimondo                             | 21 giugno 1923       |